# Adam Forshaw
Adam John Forshaw, född 8 oktober 1991 i Liverpool, är en engelsk fotbollsspelare (mittfältare) som spelar för Blackburn Rovers.

## Klubblagskarriär

### Everton
Forshaw är fostrad i Evertons fotbollsakademi, dit han kom som sjuåring. Han gjorde sin första tävlingsmatch med a-laget den 17 december 2009 i en Europa League-match mot BATE Borisov, och debuterade i Premier League den 11 april 2011 med ett inhopp mot Wolverhampton Wanderers. Forshaw startade regelbundet för reserverna men lyckades inte ta en ordinarie plats i a-laget. I februari 2012 lånades han ut på en månad till League One-klubben Brentford, och när hans kontrakt med Everton löpte ut samma sommar erbjöds han ingen förlängning.

### Brentford
Den 21 maj 2012 återvände Forshaw till Brentford på permanent basis med ett tvåårskontrakt. Han gjorde karriärens första mål den 22 september 2012 mot Oldham. Efter att Brentford i den sista omgången av serien 2012/13 gått miste om direktuppflyttning, tog Forshaw laget till playoffinal genom att göra mål på den avgörande straffen i semifinalen mot Swindon. Finalen på Wembley Stadium slutade dock i förlust mot Yeovil.
Säsongen 2013/14 slutade Brentford på andra plats i League One och blev uppflyttade till Championship. Forshaw vann samma säsong flera utmärkelser för sina insatser. Han utsågs till divisionens bäste spelare av ligan, och togs ut i årets lag i League One av både ligan och spelarorganisationen PFA.

### Wigan
Under sommaren 2014 gjorde Championship-konkurrenten Wigan Athletic upprepade försök att värva Forshaw från Brentford. Den 1 september, på transferfönstrets sista dag, skrev han på ett fyraårigt kontrakt med klubben. Transfersumman uppskattades ligga på 2,5 miljoner pund. Han återförenades i Wigan med den tidigare Brentford-managern Uwe Rösler, som två år tidigare värvat spelaren till hans förra klubb. Återföreningen blev dock kortvarig; efter endast två månader fick Rösler sparken från Wigan, och i januari 2015 lämnade även Forshaw klubben.

### Middlesbrough
Den 28 januari 2015 skrev Forshaw på ett kontrakt på tre och ett halvt år med Middlesbrough, i en övergång som värderades till två miljoner pund. Han spelade 20 matcher under återstoden av säsongen, som slutade med en fjärde plats i Championship, följt av förlust i playoffinalen. Säsongen 2015/16 spelade Forshaw i 34 matcher och gjorde två mål, medan Middlesbrough slutade på andra plats och därmed vann direkt uppflyttning till Premier League. Den 26 augusti 2016 skrev han på en kontraktsförlängning om fyra år.
Forshaw fortsatte som ordinarie under 2016/17 med 34 seriematcher, varav 30 från start, men Middlesbrough slutade näst sist och åkte ur högstadivisionen efter endast en säsong. Under hösten 2017 spelade Forshaw 14 matcher, vilket tog hans totala antal spelade matcher för Middlesbrough till 103, på tre år i klubben.

### Leeds United
Den 18 januari 2018 värvades Forshaw av Leeds United, i konkurrens med flera andra klubbar i divisionen. Övergångssumman angavs offentligt till 4,5 miljoner pund, och spelaren skrev kontrakt på fyra och ett halvt år, fram till sommaren 2022. Forshaw debuterade den 30 januari i en mållös match mot Hull City, där han spelade från start. Trots vissa skadebekymmer spelade han tolv matcher under våren, varav tre inhopp.
Under försäsongen 2018 drabbades Forshaw av en tåskada, som väntades hålla honom ur spel i upp till åtta veckor. Den 15 september gjorde han sin första match för säsongen, ett inhopp i en bortamatch mot Millwall som slutade 1–1. Han spelade 32 matcher i alla tävlingar under säsongen, varav 21 från start. 
I en försäsongsmatch mot Cagliari den 19 juli 2019 ådrog sig Forshaw en höftledsskada som kraftigt skulle begränsa hans medverkan i säsongen 2019/2020. Han kunde tack vare ett modifierat träningsschema spela från säsongsstarten men i en match mot Charlton den 28 september förvärrades skadan, och han blev borta från spel i flera månader. I februari 2020 meddelade Leeds United att Forshaw skulle opereras i USA och därmed missa återstoden av säsongen.
I januari 2022 förlängde Forshaw sitt kontrakt i Leeds United fram över säsongen 2022/2023 med en option på ytterligare ett år.

### Norwich City
Den 26 augusti 2023 värvades Forshaw av Norwich City, där han skrev på ett ettårskontrakt med option på ytterligare ett år.

### Plymouth Argyle
Den 19 januari 2024 värvades Forshaw av Championship-klubben Plymouth Argyle.

### Blackburn Rovers
Den 11 januari 2025 värvades Forshaw av Championship-klubben Blackburn Rovers, där han skrev på ett halvårskontrakt.